# Guangyun
Guangyun (kinesiska: 广运街道, 广运) är en socken i Kina. Den ligger i provinsen Shandong, i den östra delen av landet, omkring 100 kilometer nordväst om provinshuvudstaden Jinan. Antalet invånare är 73 278. Befolkningen består av 35 714 kvinnor och 37 564 män. Barn under 15 år utgör 16,0 %, vuxna 15-64 år 76 %, och äldre över 65 år 7,0 %.
Genomsnittlig årsnederbörd är 753 millimeter. Den regnigaste månaden är juli, med i genomsnitt 304 mm nederbörd, och den torraste är januari, med 5 mm nederbörd.